# شیرویی کیوتو
شیرویی کیوتو (به ژاپنی: 白い巨塔 Shiroi Kyotō) به معنی برج سفید؛ فیلمی بر پایه یک رمان است که در سال ۱۹۶۶ اکران شد.